# Teodorico Pedrini
Teodorico Pedrini (Fermo, 30 de juny de 1671- Pequín, 1746) va ser sacerdot, músic i compositor italià, amb una activitat molt destacada com missioner i músic a la Xina dels primers anys de la dinastia Qing, al servei dels emperadors Kangxi, Yongzheng i Qianlong.

## Biografia
Paolo Filipo Teodorico Pedrini va néixer a Fermo, regió de Les Marques (Estats Pontifícis) el 30 de juny de 1671. Era el primer de sis germans d'una família benestant; el seu pare Giovanni Francesco Pedrini exercia de notari, i la seva mare Micolosa Piccioni era filla de notari. Va rebre una formació molt àmplia, religiosa (ordenat sacerdot el 1698) en dret (llicenciat el 1692) i musical (va estudiar música a Roma amb Arcangello Corelli). Era poliglota (podia escriure en llatí, francès castellà i xinès). També tenia grans coneixements d'astronomia. Va ser corresponsal de la Royal Society de Londres i de forma accidental va ser capità de vaixell a Manila.
El 1698 va entrar a la Congregació de la Missió de Sant Vicenç de Paul, els membres de la qual eren coneguts com a vicentians o lazaristes.
Com a missioner de la Congregació per l'Evangelització dels pobles (Propaganda Fide) el gener de 1702 va viatjar cap a la Xina, seguint la ruta de Sud-america, (Xile, Perú, Guatemala i Mèxic) i Filipines, on va arribar a la fi de l'any 1709.
El 5 de febrer de 1711 va arribar a Pequín com a primer missioner no jesuïta, on va ser rebut per l'emperador Kangxi. Al cap de poques setmanes va instal·lar-se a la cort imperial on va adoptar la vestimenta tradicional xinesa i el nom xinès de De Lige (德 理 格). En un ambient de multiculturalitat musical de la cort manxú on hi coexistia entre altres la música xinesa coreana, vietnamita i nepalesa Pedrini va ser nomenat professor de música dels tres fills de l'emperador; també va construir i arreglar diversos instruments musicals.
El 1723 va adquirir els terrenys per construir la primera església catòlica no jesuïta a Pequín, església de Xitang, dedicada a la Verge dels Set Dolors, fundada el 1725.
Va morir a Pequín el 10 de desembre de 1746.

## Llegat
Hi ha edicions discogràfiques de diverses obres de Pedrini a Paladino Music i altres editores musicals.
L'editor i escriptor francès Jacques Baudouin va escriure l'any 1999 una novel·la històrica basada en la vida de Pedrini.
Va ser coautor amb el jesuïta Tomas Pereira del primer tractat de teoria musical occidental publicat el 1714 a la Xina: Lulu Zheng Yi-Xubian, que més tard es va incloure en l'enciclopèdia Siku Quanshu. També va ser autor de l'única obra musical barroca occidental coneguda a la Xina del segle XVIII: Dodici Sonate a Violino solo con Basso del Nepridi-Opera Terza. La partitura original encara es conserva al Biblioteca Nacional de Pequín.